# Centro ufologico nazionale
Il Centro Ufologico Nazionale (CUN) è un'associazione privata italiana dedita alla raccolta di dati, alla ricerca e allo studio del fenomeno degli avvistamenti UFO.

## Storia
All'inizio degli anni sessanta esistevano in Italia varie associazioni ufologiche, tra cui il Centro Studi Clipeologici con sede a Torino, il Gruppo Clipeologico Fiorentino con sede a Firenze e il Centro Italiano Studi Aviazione Elettromagnetica di Roma (CISAER) con sede a Roma. Nel settembre 1965 venne organizzato a Torino un convegno  per costituire un Centro Unico Nazionale per lo studio degli UFO. Nel gennaio 1966 la nuova associazione cominciò già ad operare, pubblicando un bollettino e preparando lo statuto. Nel gennaio 1967 l'associazione fu costituita ufficialmente davanti ad un notaio, prendendo il nome di Centro Unico Nazionale per lo studio dei fenomeni ritenuti di natura extraterrestre. Nel 1973 l'associazione ha assunto l’attuale denominazione di Centro Ufologico Nazionale.
Dal 1966, anno della sua fondazione, il Centro Ufologico Nazionale opera in territorio italiano e straniero in merito alla fenomenologia UFO e dei fenomeni correlati. Il CUN è una associazione privata, apartitica e senza fini di lucro. 
Da una scissione al suo interno è nata nel 1985 l'altra principale associazione ufologica italiana, il Centro italiano studi ufologici (CISU).
Nel 2017 il Centro Ufologico Nazionale ha celebrato i 50 anni dalla sua fondazione ufficiale. Tra le organizzazioni ufologiche private esistenti al mondo e ancora in attività, il CUN è una delle più longeve, insieme alle associazioni SUFOI e BUFORA e alle riviste Lumières dans la nuit e Flying Saucer Review. Attualmente il presidente del CUN è Roberto Pinotti.

## Struttura
Il Centro Ufologico Nazionale ha una sede centrale a Firenze e dispone sul territorio nazionale di una rete di esponenti regionali e provinciali. Nella sede centrale si trova l'archivio dell'associazione, che ha assorbito quello della Sezione Ufologica Fiorentina (già Gruppo Clipeologico Fiorentino) e comprende oltre 13.000 casi di UFO riguardanti l'Italia.

## Attività
- Raccoglie i materiali collegati alle tematiche ufologiche nella "Banca delle Documentazioni" aperta a chi vuole seguire le attività dell'associazione, a discrezione del consiglio direttivo del CUN.
- Pubblica il bollettino Filo Diretto, trimestrale che viene inviato a tutti gli aderenti e agli abbonati.
- Pubblica la rivista bimestrale UFO Notiziario (oggi edita dalla Acacia Edizioni SRL di Milano).
- Dispone di un sito internet nazionale e di un network composto da oltre una cinquantina di siti web locali CUN, associati e amici.
- Organizza convegni, conferenze e altre manifestazioni connesse all'ufologia. Le riunioni sono aperiodiche e le date vengono comunicate su Filo Diretto.

Dal 1993 l'associazione organizza a San Marino un simposio internazionale sugli UFO e i fenomeni connessi, in cui vengono invitati come relatori ufologi stranieri conosciuti a livello internazionale.
Insieme al Centro italiano studi ufologici, il Centro Ufologico Nazionale sono l'unica associazione ufologica italiana accreditata presso il Ministero della difesa per l'accesso ai dati relativi all'esito delle indagini ufologiche non classificate effettuate dall'Aeronautica Militare italiana.

## UFO Notiziario
UFO Notiziario è la rivista di informazione mensile ufficiale del Centro ufologico nazionale italiano il cui presidente, Roberto Pinotti, è anche il direttore della rivista. La rivista propone tematiche storiche ancora oggetto di dibattito parallelamente a casi contemporanei di oggetti volanti non identificati, anche segnalati dai lettori.
Le tematiche ricorrenti sono:
- Caso Roswell
- Chupacabra
- Avvistamenti
- Incontri ravvicinati